# 白里町
白里町（しらさとまち）は、千葉県山武郡にかつて存在した町である。現在の千葉県大網白里市の東部に位置している。
町の東部には九十九里浜があり、町名もこの「九十九里浜」に由来する。漢字の「百」から「一」を取ると「白」となるからである。

## 沿革
- 1889年（明治22年）4月1日 - 町村制施行により、四天木村、細草村、北今泉村、南今泉村が合併して山辺郡白里村が発足。
- 1897年（明治30年）4月1日 - 山辺郡、武射郡が統合して山武郡が発足。山武郡白里村になる。
- 1935年（昭和10年）8月10日 - 町制を施行して白里町となる。
- 1954年（昭和29年）
  - 4月1日 - 福岡村の一部（桂山、長国、北吉田、九十根、下傍示）を編入。
  - 12月1日 - 大網町、増穂村と合併して大網白里町を新設。同日白里町廃止。